# Asilo de Convalecientes
El convento de las Hijas de la Caridad de San Vicente de Paúl o Asilo de Convalecientes se encuentra situado en la ciudad de Madrid (España), en la manzana delimitada por las calles José Abascal, Modesto Lafuente, Alonso Cano y García de Paredes.
Este inmueble se alza en un gran solar que acoge prácticamente toda la manzana. Es un proyecto de gran envergadura concebido originalmente como asilo de convalecientes. El edificio construido en ladrillo, consta de dos plantas y sótano y se desarrolla en torno a un cuerpo central, en el que se ubica la capilla y las cocinas, que articula por la parte sur un largo pasillo que enlaza con cuatro pabellones. 
Se completa con una gran crujía que cierra el conjunto creando la fachada. Esta primera fase se creó entre 1908 y 1909. En 1911 se amplió el edificio añadiéndole un nuevo pabellón que se adosa a la fachada posterior y agrandándose los laterales.
Tanto el proyecto primitivo como la ampliación posterior se debieron al arquitecto Rafael Martínez Zapatero, dentro de las formas estilísticas que desarrolló la arquitectura de ladrillo de Madrid.